# Lay It All on Me (bài hát)
"Lay It All on Me" là bài hát của ban nhạc drum and bass tới từ Anh Rudimental với phần góp giọng của Ed Sheeran. Bài hát được thu cho album thứ hai của Rudimental, We the Generation (2015). Vào ngày 24 tháng 9 năm 2015, nhóm thể hiện bài hát lần đầu trên kênh BBC Radio 1. Một ngày sau bài hát có mặt trên các dịch vụ streaming và download trực tuyến.

## Bối cảnh
Trước "Lay It All on Me", Rudimental và Sheeran từng hợp tác viết bài hát "Bloodstream" trong album x vào năm 2014. Bài hát được thu lại và phát hành với tư cách đĩa đơn thứ tư của x đồng thời là đĩa đơn chủ đạo của We the Generation.
"Lay It All on Me" đã được lên ý tưởng trước khi Rudimental lưu diễn cùng Sheeran với tư cách là người mở màn chuyến lưu diễn tại Mỹ trong x Tour. Rudimental thể hiện bài hát cho Sheeran nghe khi họ đang ở trên xe bus. Rudimental kể lại rằng Sheeran thực sự thích nó và cuối cùng họ hoàn thiện ca khúc tại Luân Đôn. Bài hát nói về "sự sát cánh bên nhau và tình anh em". Niềm cảm hứng của Rudimental được khởi phát từ nỗi nhớ nhà.
Bản remix được chính thức phát hành ngày 14 tháng 12 năm 2015 với đoạn lời của Big Sean và Vic Mensa cùng nhạc khí có đôi chút khác biệt.

## Video âm nhạc
Video âm nhạc chính thức của bài hát được được đang tải trên kênh YouTube của Rudimental vào ngày 6 tháng 11 năm 2015.

## Diễn biến thương mại
Bài hát xuất phát ở vị trí thứ 96 trên Billboard Hot 100 vào ngày 17 tháng 10 năm 2015 và là sản phẩm âm nhạc đầu tiên của nhóm được xếp hạng tại Hoa Kỳ. Bài hát có mặt lần đầu trên UK Singles Chart với thứ hạng 16 và là bài hát top 40 thứ 8 của Rudimental. Tới nay thứ hạng cao nhất mà bài hát đạt được là vị trí thứ 12.

## Xếp hạng
| Bảng xếp hạng (2015–16)                            | Vị trí cao nhất |
| -------------------------------------------------- | --------------- |
| Argentina (Los 40 Principales)                     | 33              |
| Úc (ARIA)                                          | 7               |
| Áo (Ö3 Austria Top 40)                             | 23              |
| Bỉ (Ultratop 50 Flanders)                          | 47              |
| Bỉ (Ultratop 50 Wallonia)                          | 24              |
| Canada (Canadian Hot 100)                          | 29              |
| Cộng hòa Séc (Singles Digitál Top 100)             | 9               |
| Đan Mạch (Tracklisten)                             | 26              |
| Đức (GfK)                                          | 31              |
| Hungary (Rádiós Top 40)                            | 10              |
| Hungary (Single Top 40)                            | 24              |
| Ireland (IRMA)                                     | 5               |
| Ý (FIMI)                                           | 17              |
| Latvia (Latvijas Top 40)                           | 2               |
| New Zealand (Recorded Music NZ)                    | 5               |
| Hà Lan (Single Top 100)                            | 43              |
| Ba Lan (Polish Airplay Top 100)                    | 20              |
| Scotland (OCC)                                     | 7               |
| LỖI: PHẢI CUNG CẤP year CHO BẢNG XẾP HẠNG Slovakia | 46              |
| Thụy Điển(Sverigetopplistan)                       | 17              |
| Thụy Sĩ (Schweizer Hitparade)                      | 26              |
| Anh Quốc (OCC)                                     | 12              |
| Hoa Kỳ Billboard Hot 100                           | 48              |
| Hoa Kỳ Adult Contemporary (Billboard)              | 24              |
| Hoa Kỳ Adult Pop Airplay (Billboard)               | 11              |
| Hoa Kỳ Dance/Mix Show Airplay (Billboard)          | 13              |
| Hoa Kỳ Pop Airplay (Billboard)                     | 17              |

| Bảng xếp hạng (2015)                       | Vị trí |
| ------------------------------------------ | ------ |
| Úc (ARIA)                                  | 77     |
| Hungary (Rádiós Top 40)                    | 85     |
| Hungary (Stream Top 40)                    | 58     |
| Anh Quốc Singles (Official Charts Company) | 93     |
| Bảng xếp hạng (2016)                       | Vị trí |
| Hungary (Rádiós Top 40)                    | 52     |
| Hungary (Stream Top 40)                    | 75     |
| Ý (FIMI)                                   | 92     |

| Quốc gia | Chứng nhận  | Số đơn vị/doanh số chứng nhận |
| --- | ----------- | ----------------------------- |
| Úc (ARIA) | 2× Bạch kim | 140.000‡                      |
| Canada (Music Canada) | Bạch kim    | 0‡                            |
| Đan Mạch (IFPI Đan Mạch) | Bạch kim    | 60.000^                       |
| Đức (BVMI) | Vàng        | 150.000‡                      |
| Ý (FIMI) | 2× Bạch kim | 100.000‡                      |
| New Zealand (RMNZ) | 2× Bạch kim | 0*                            |
| Anh Quốc (BPI) | Bạch kim    | 600.000‡                      |
| Hoa Kỳ (RIAA) | Vàng        | 500.000‡                      |
| * Chứng nhận dựa theo doanh số tiêu thụ. ^ Chứng nhận dựa theo doanh số nhập hàng. ‡ Chứng nhận dựa theo doanh số tiêu thụ và phát trực tuyến. |             |                               |